# Knoop
Knoop (på dansk Knop) er en herregård i det nordlige Tyskland, beliggende i Altenholz ved Ejderkanalen vest for Kiel-Holtenå i Slesvig-Holsten i det historiske hertugdømme Slesvig.

## Historie
Knoop omtales første gang 1322. På nedertysk – og dansk – betyder navnet "knop". Godsets grundlægger er formentlig Lupus de Knope (Wulf/Wolf af Knoop), der omtales 1322, og som kort forinden havde erhvervet landområderne. Navnet Wulf/Wolf genfinder man i dag i våbenskjoldet for Gemeinde Altenholz (Altenholz kommune): En ulv (ty. Wolf, lat. lupus) springende mod et træ.
Knoop var siden i slægterne von Knoop, von der Wisch, von Rantzau og von Buchwalds eje. Godset kom også i den sachsiske adels eje, skønt det lå nordligt for Levenså og dermed i hertugdømmet Slesvig.
1776 købte den hovedrige danske finansminister Heinrich Carl von Schimmelmann godset fra den fattige familie Baudissin. Familien fik dog godset tilbage som medgift, da Schimmelmanns datter Caroline Adelheid Cornelia (1759–1826) giftede sig med grev Heinrich Friedrich von Baudissin (1753–1818). Sammen med godset fulgte en sum penge til at bygge en ny hovedbygning.
1869 blev godset solgt af slægten Baudissin til den danske handelsmand Ingward Martin Clausen og siden kom det i slægten von Hirschfelds eje. En af beboerne i det 20. århundrede var forfatteren Dr. Peter Hirschfeld, der har skrevet adskillige værker om herregårdene i Slesvig-Holsten.

## Arkitektur
Oprindeligt var Knoop et vandslot (lat. Arx Cnopia) omgivet af vandfyldte grave, der blev forsynet med vand fra Levenså. Huset var uden vinduer, i to etager og med tre karnapper på hver side.
Det nuværende slot er bygget 1792-1796 og indrettet i årene op til 1800 i en enkel klassicisme ved den danske arkitekt Axel Bundsen. Den hvidpudsede bygning er i to stokværk og domineres af en monumental portikus med frontispice i jonisk orden. Driftsbygningerne på godsets grund er derimod udført af Carl Gottlob Horn, der var C.H. von Schimmelmanns faste arkitekt.
Caroline von Baudissin har sikkert spillet en rolle i valget af arkitekt, for greveparret var protegeer for brødrene Axel og Jes Bundsen, der var maler. Baudissin-parret finansierede brødrenes udlandsrejse i årene op til byggeriet af Knoop og hyrede Jes Bundsen som tegnelærer. I hovedbygningens indre findes udsøgte interiører dekoreret af stukkatøren Francesco Antonio Taddei og dekorationsmaleren Giuseppe Anselmo Pellicia. Herregården kan besigtiges af grupper efter forudgående aftale.
I godsparken findes det såkaldte tehus. Det blev rejst 1910 af kunstneren og arkitekten Rudolf Alexander Schröder fra Bremen. Den 20 m² store pavillon er i dorisk stil og blev i 2008 renoveret. Den er tilgængelig for offentligheden.
I nærheden af godset fandtes sluse nr. 2 til Ejderkanalen.